# Josef Wahl (Fußballspieler)
Josef Wahl (* 28. März 1943) ist ein ehemaliger österreichischer Fußball-Nationalspieler. Als Verteidiger stand er unter anderem in der Admira-Mannschaft, die 1966 das Double gewann.

## Karriere
Josef Wahl kam in der Meisterschaft für die Admira erstmals in der Saison 1963/64 zum Einsatz. In diesem Spieljahr konnten die Admiraner zwar den Pokal gewinnen, er selbst stand jedoch nicht in der siegreichen Elf, die im Finale die Austria mit 1:0 bezwang. Josef Wahl gehörte allerdings bereits seit der Herbstsaison 1964 zur Stamm-Formation der Abwehr der Jedleseer. Seine erfolgreichste Saison als Spieler erlebte er 1966. Mit seiner Mannschaft konnte er die Meisterschaft vor Rapid gewinnen sowie die Grün-Weißen im Cupfinale mit 1:0 bezwingen. Josef Wahl kam hierbei in allen Spielen zum Einsatz. Am 5. Oktober 1966, nur wenige Monate nach der Titelfeier in Jedlesse, spielte Josef Wahl erstmals in der österreichischen Nationalmannschaft. 
Nachdem es in diesem Freundschaftsspiel gegen Schweden eine Niederlage setzte, wurde Josef Wahl jedoch nicht mehr einberufen. Nach zwei weiteren Jahren bei der Admira, die mittlerweile in der Maria Enzersdorfer Südstadt beheimatet waren, nahm Josef Wahl ein Angebot der Wiener Austria an. Diese stellte den Verteidiger jedoch meist auf der Bank ab. Als Ersatzspieler von Robert Sara kam Josef Wahl nur in sechs Meisterschaftspartien zum Einsatz, konnte sich aber zumindest zu Saisonende über seinen zweiten Meistertitel freuen. Der Verteidiger entschied sich schließlich zu einem Wechsel zum First Vienna FC, für den er noch drei weitere Saisonen spielte auch und regelmäßig zum Einsatz kam.

## Stationen
- SK Admira Wien (1963–1968)
- FK Austria Wien (1968–1969)
- First Vienna FC (1969–1972)

## Erfolge
- 2 × Österreichischer Meister: 1966, 1969
- 2 × Österreichischer Cupsieger: 1964, 1966

- 1 Länderspiel für die österreichische Fußballnationalmannschaft 1966

| Personendaten    | Personendaten                   |
| ---------------- | ------------------------------- |
| NAME             | Wahl, Josef                     |
| KURZBESCHREIBUNG | österreichischer Fußballspieler |
| GEBURTSDATUM     | 28. März 1943                   |